# Regolamento del taekwondo olimpico

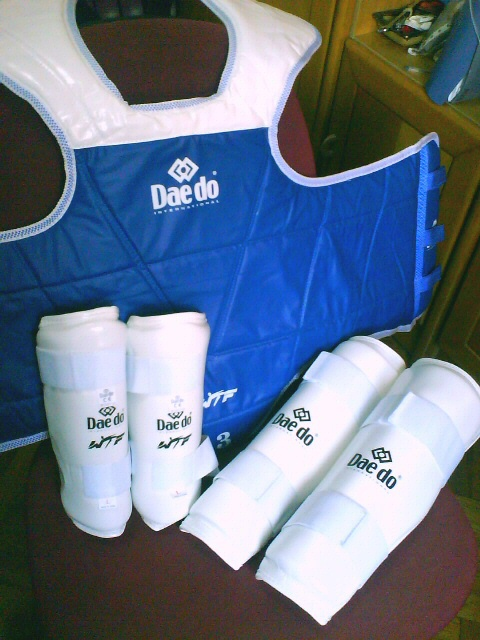
Alcune delle protezioni necessarie per un combattimento stile WT.

Il combattimento del taekwondo sportivo si basa sul regolamento emanato dalla World Taekwondo, applicato ad ogni livello di competizione, dai tornei locali fino alle Olimpiadi. I combattimenti si svolgono su un campo ottagonale largo 8 × 8 m, tra due atleti muniti di protezioni. 
Il combattimento è basato sull'assegnazione di punti ed è articolato in tre riprese (o round) da due minuti ciascuno, con una pausa di un minuto tra i round.

## Protezioni obbligatorie
Le protezioni obbligatorie sono: 
- corazza elettronica (con sensori)

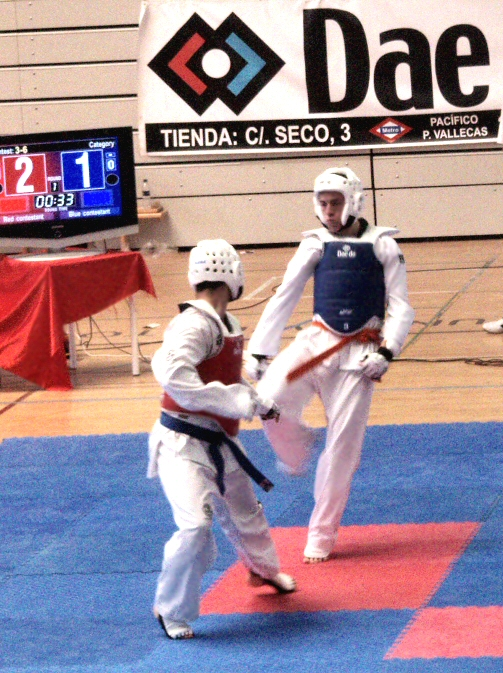
Sullo sfondo si nota lo schermo sul quale viene visualizzato il punteggio dei due atleti.

- caschetto elettronico (con sensori)
- conchiglia
- paradenti
- guantini
- parabraccia
- paratibia
- parapiedi elettronici (con sensori magnetici)

Tutte le protezioni, compreso il dobok, devono essere omologate WT

### Campionati minori
Sebbene le federazioni maggiori riconosciute dal Comitato Olimpico Internazionale utilizzino il moderno sistema elettronico di punteggio, è possibile trovare tornei minori organizzati da realtà quali gli enti di promozione sportiva (in Italia) o nei tornei amatoriali tra palestre dove non sono utilizzate protezioni elettroniche.
Visto il non utilizzo di tali strumenti, i regolamenti utilizzati fanno riferimento a quelli in vigore prima del 2012, anno di introduzione delle corazze elettroniche e il combattimento risulta essere diverso da quello attuale (sebbene rientrante nel cosiddetto "stile WT").

## Assegnazione del punteggio
L'atleta per fare punti deve colpire l'avversario sulla corazza con tecniche di calcio (2 punti, 4 se in rotazione) o di pugno (1 punto), oppure in testa con sole tecniche di calcio (3 punti, 5 se in rotazione).
Il contatto è pieno e il KO è valido. Non esiste limite ai colpi a meno che non si proceda ad un attacco falloso o una qualsiasi altra azione che richieda l'intervento dell'arbitro.
Gli arbitri non hanno alcun potere decisionale sull'assegnazione dei punti per tecniche di calcio portate in corazza, considerati non contestabili (tranne ovviamente per azioni fallose o per i cosiddetti phantom points, punti inesistenti ma assegnati dal computer per errore).
Possono però assegnarli o meno per le tecniche valide che colpiscono il viso (poiché scoperto e privo di sensori) o se il calcio portato è in rotazione e per le tecniche di pugno in corazza (i guanti non hanno sensori e la tecnica di pugno deve essere portata con una certa potenza e avere determinati effetti sull'azione avversaria).
Affinché un punto sia valido deve soddisfare alcuni requisiti di potenza e precisione.
Gli atleti guadagnano un punto per ogni azione scorretta (gam-jeom) commessa dall'avversario.

## Termini di vittoria
Il combattimento funziona con il Best of 3 system, ovvero alla meglio di tre round. Alla fine di ogni round viene decretato un vincitore e non è previsto il pareggio. L'atleta che vince due round su tre si aggiudica l'incontro, motivo per cui un incontro può concludersi al secondo round.
Non è più previsto il quarto round (il cosiddetto Golden Round).

### Vittoria prima del limite

#### KO
Qualora un atleta venisse giudicato knocked out (KO), ovvero non più in grado di continuare l'incontro dopo essere stato colpito in maniera potente, essere finito a terra in conseguenza all'attacco ed essere conteggiato fino a dieci, l'avversario viene giudicato vincitore dell'incontro.

#### Points Gap Victory
Un round può terminare prima del limite se la differenza di punti raggiunge e\o supera i dodici. Nel momento in cui tale evento accade l'arbitro interrompe il round e decreta il vincitore.
Tale termine di vittoria non è prevista per finali e semifinali della categoria Senior.

#### Penalità
Se un atleta riceve 5 gam-jeom l'arbitro ferma il round e dichiara l'avversario vincitore.

### Pareggio
Qualora il round finisca con un punteggio di parità viene decretato un vincitore secondo una scala di valutazione di superiorità. Se i due atleti sono pari al primo punto verrà valutato il secondo e così via fino eventualmente all'ultimo.
I criteri di superiorità sono:
1. Totale dei punti per calci validi in rotazione
2. Punti ottenuti dalle tecniche a partire dalle più complesse
3. Colpi registrati dal sensore ma non sufficientemente potenti da far uscire il punto
4. Valutazione dell'arbitro

Il punto 4 deve seguire quattro linee guida. In ordine di importanza sono:
- Miglior gestione in attacco
- Maggior numero di tecniche
- Tecniche più complesse portate
- Miglior comportamento di gara.

## Sanzioni
Le azioni proibite vengono punite con l'aggiunta di un punto all'avversario (detta deduzione di punto), in gergo gum-jeon. Se un atleta riceve 5 GJ, viene dichiarato perdente e l'avversario vincitore del round.
Vengono punite le seguenti azioni fallose: 
- uscire dalla linea di confine
- cadere
- evitare o ritardare il combattimento (girare la schiena, chiedere l'interruzione, rimanere inattivi, scappare, rannicchiarsi, fingere lesioni)
- trattenere l'avversario durante il clinch
- spingere l'avversario in maniera continua e prolungata (più di 2 secondi)
- spingere l'avversario fuori dalla linea di confine
- spingere l'avversario in modo da impedire l'esecuzione normale di una tecnica
- calciare la gamba dell'avversario per impedire un attacco
- alzare la gamba o calciare in aria per più di 3 secondi per impedire l’attacco avversario
- attaccare sotto la cintura
- attaccare un avversario caduto
- attaccare con testa o ginocchio
- alzare la gamba per calciare sopra la cintura per 4 volte o di più
- attaccare dopo il Kalyeo
- colpire il viso dell'avversario con la mano
- proteste e comportamento antisportivo (dell'atleta e/o del suo coach).
- attaccare la corazza in clinch con il lato o la pianta del piede (Animal Kick)
- attaccare il retro della testa in clinch

## Instant Video Replay
Nelle competizioni è usato anche il sistema dell'Instant Video Replay (IVR), una sorta di moviola, che permette di verificare, tramite l'esaminazione della ripresa video, eventuali reclami dei coach degli atleti in gara; non tutte le azioni possono essere contestate tramite Video Replay e non sono accoglibili le richieste relative ai punti assegnati dal sistema elettronico (corazza e caschetto), sebbene sia possibile richiedere la rimozioni di punti fantasma (phantom points) o la mancata o errata assegnazione di punti (ad esempio non aver assegnato i punti dati dalla rotazione). Non è possibile accogliere richieste per l'assegnazione di punti di pugno. Ogni coach ha un numero illimitato di richieste di IVR finché queste vengono accettate, ma gli viene revocata la possibilità di reclamare l'IVR per quel combattimento dopo che una sua richiesta è respinta.

## Categorie
Nelle competizioni, gli atleti sono suddivisi in categorie, sulla base del loro sesso, della loro età, del loro peso (verificato il giorno precedente la gara dagli Ufficiali di Gara) e della loro cintura. Ciò permette di avere combattimenti in cui le capacità tecniche, fisiche e mentali dei due atleti siano il più possibile eque. Di seguito le categorie d'età e di peso:

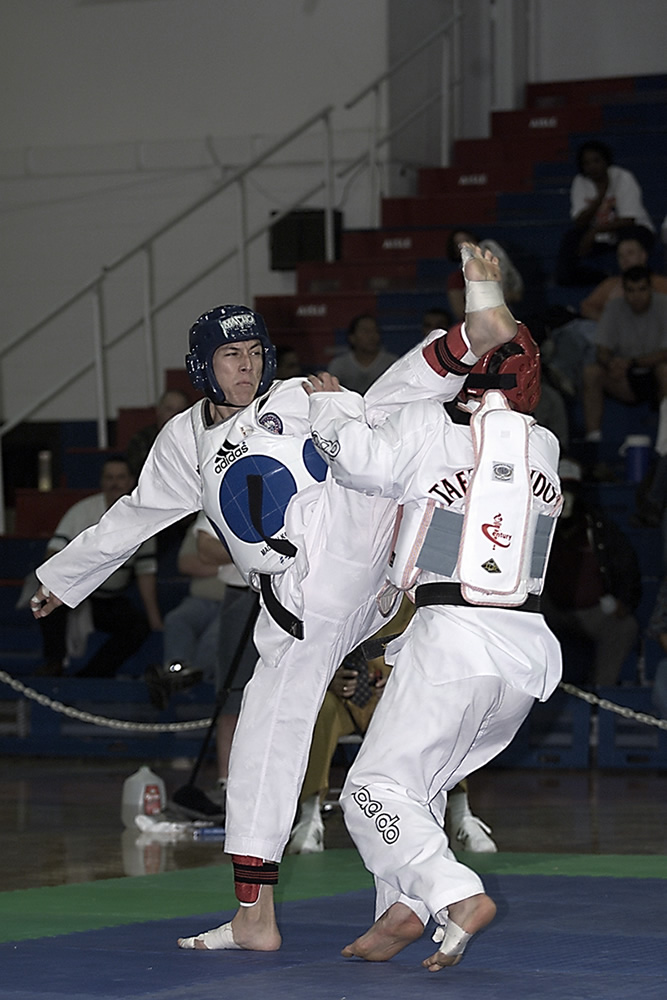
Due atleti che combattono secondo le regole della WT (non attuali).

Seniores (18-35 anni)
| Categoria | Maschile | Femminile |
| --------- | -------- | --------- |
| Fin       | −54 kg   | −46 kg    |
| Fly       | 54–58 kg | 46–49 kg  |
| Bantam    | 58–63 kg | 49–53 kg  |
| Feather   | 63–68 kg | 53–57 kg  |
| Light     | 68–74 kg | 57–62 kg  |
| Welter    | 74–80 kg | 62–67 kg  |
| Middle    | 80–87 kg | 67–73 kg  |
| Heavy     | +87 kg   | +73 kg    |

Juniores (15-17 anni)
| Categoria    | Maschile | Femminile |
| ------------ | -------- | --------- |
| Fin          | −45 kg   | −42 kg    |
| Fly          | 45–48 kg | 42–44 kg  |
| Bantam       | 48–51 kg | 44–46 kg  |
| Feather      | 51–55 kg | 46–49 kg  |
| Light        | 55–59 kg | 49–52 kg  |
| Welter       | 59–63 kg | 52–55 kg  |
| Light-Middle | 63–68 kg | 55–59 kg  |
| Middle       | 68–73 kg | 59–63 kg  |
| Light-Heavy  | 73–78 kg | 63–68 kg  |
| Heavy        | +78 kg   | +68 kg    |

Cadetti A (13-14 anni) e Cadetti B (10-12 anni)
I cadetti disputano incontri con round di durata minore: un minuto e mezzo anziché due. Inoltre per i Cadetti "B", data la tenera età, è vietato colpire alla testa e sono puniti con l'immediata squalifica nel caso ciò avvenga. In campo internazionale, la WT non organizza campionati dedicati a questa classe d'età. Tali campionati vengono organizzati solo a livello locale e nazionale per permettere l'avviamento al combattimento degli atleti fin da giovani.
| Categoria    | Maschile | Femminile |
| ------------ | -------- | --------- |
| Fin          | −33 kg   | −29 kg    |
| Fly          | 33–37 kg | 29–33 kg  |
| Bantam       | 37–41 kg | 33–37 kg  |
| Feather      | 41–45 kg | 37–41 kg  |
| Light        | 45–49 kg | 41–44 kg  |
| Welter       | 49–53 kg | 44–47 kg  |
| Light-Middle | 53–57 kg | 47–51 kg  |
| Middle       | 57–61 kg | 51–55 kg  |
| Light-Heavy  | 61–65 kg | 55–59 kg  |
| Heavy        | +65 kg   | +59 kg    |

Giochi olimpici

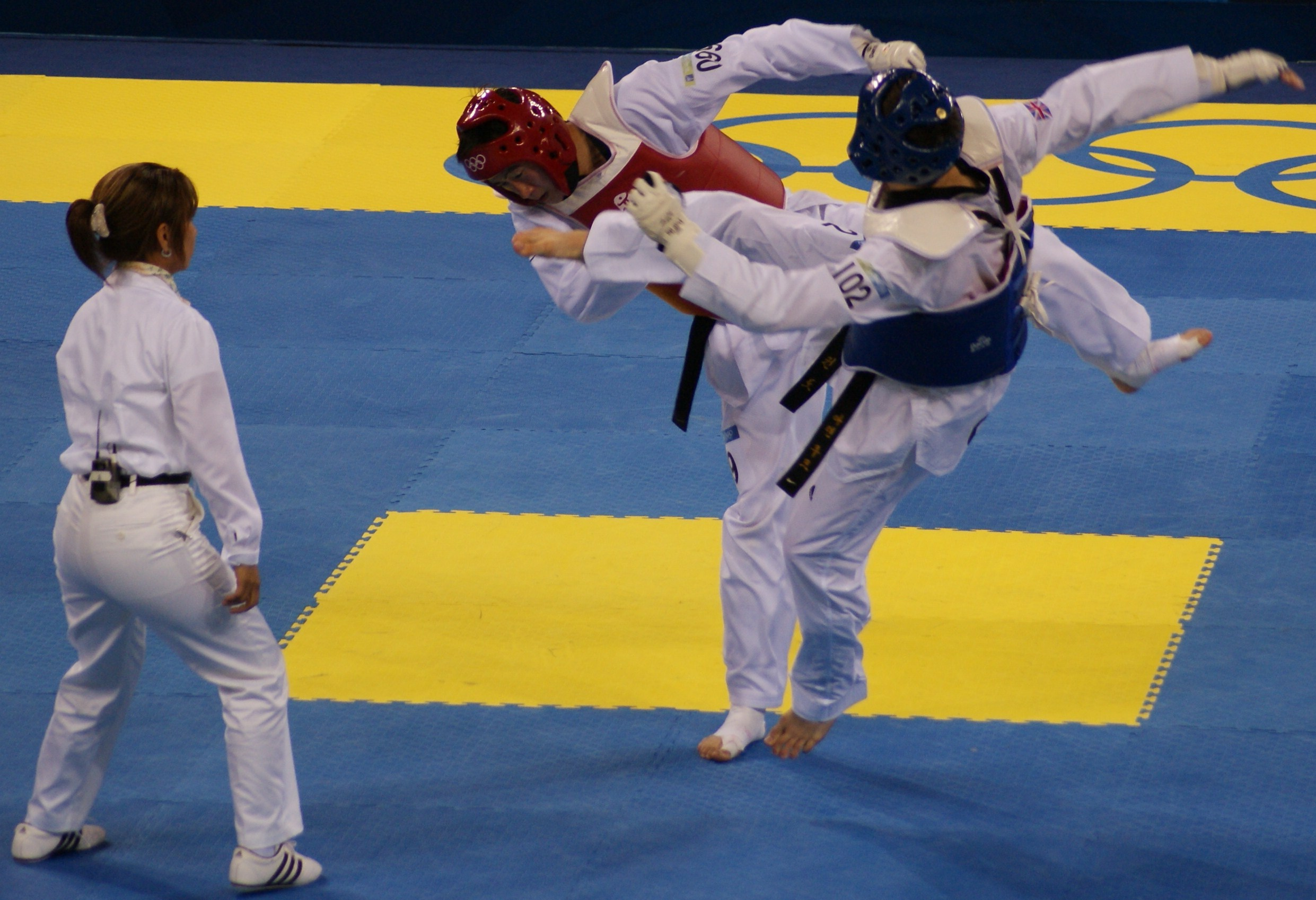
Un combattimento di taekwondo WTF.

Alle Olimpiadi le categorie si riducono a quattro, in quanto vengono fuse a due a due le categorie di peso della classe Seniores, decisione presa dalla WT insieme al Comitato Olimpico Internazionale.
| Maschile | Femminile |
| -------- | --------- |
| −58 kg   | −49 kg    |
| –68 kg   | –57 kg    |
| –80 kg   | –67 kg    |
| +80 kg   | +67 kg    |

Giochi olimpici giovanili
| Maschile | Femminile |
| -------- | --------- |
| −48 kg   | −44 kg    |
| 48–55 kg | 44–49 kg  |
| 55–63 kg | 49–55 kg  |
| 63–73 kg | 55–63 kg  |
| +73 kg   | +63 kg    |